# Horehronie (singolo)
Horehronie è un singolo della cantante slovacca Kristína, pubblicato il 10 marzo 2010 dall'etichetta H.o.M.E. Production.
Il brano ha vinto l'Eurosong 2010 e ha rappresentato la Slovacchia all'Eurovision Song Contest 2010, classificandosi al 16º posto nella prima semifinale.

## Tracce
CD
1. Horehronie (versione radio) – 3:00
2. Horehronie (versione estesa) – 4:40
3. Horehronie (versione acustica) – 4:01
4. Horehronie (KaMa remix/versione radio) – 3:41
5. Horehronie (KaMa remix/versione estesa) – 6:35
6. Horehronie (CJ Macintosh & MamboDJ Sirius Club remix) – 6:40
7. Horehronie (karaoke) – 3:00
8. Stonka (versione radio) – 3:28
9. Stonka (versione acustica) – 3:38
10. Stonka (KaMa remix/versione radio) – 3:20
11. Stonka (KaMa remix/versione estesa) – 6:31

Durata totale: 48:34